# Поднанос
Поднанос (словен. Podnanos) — невелике поселення у верхній частині долини Віпави нижче гори Нанос в общині Віпава. Висота над рівнем моря: 169,2 метра.